# Lumbrokináz
A lumbrokináz egy proteolitikus enzim neve, amelyet Hisashi Mihara , a Miyazaki Orvosi Egyetem korábbi alelnöke (jelenleg a Miyazaki Orvosi Egyetem emeritus professzora) fedezett fel . Az ehető vörös földigilisztából, a Lumbricus rubellusból vonják ki, és földigiliszta enzimként vagy féregenzimként is ismert.
Hatféle lumbrokináz létezik, de csak az elsődleges szerkezetüket tisztázták, és biokémiájuk számos aspektusa ismeretlen. Ezeket a Nikkei BP Supplement Encyclopedia és az Oriental Medicine Society Functional Food Information Encyclopedia 2008-as kiadása mutatja be.

## Működése
A lumbrokinázt alkalmazó fibrinlemezes vizsgálati kísérletek kimutatták, hogy erősebb fibrinolitikus aktivitással rendelkezik, fibrinolitikus enzimjeit fibrinolízis feloldására (exogén fibrinolitikus aktivitás), hanem az állatokban és az alanyokban jelen lévő fibrinolitikus enzimeket is kiválaszt (endogén fibrinolitikus aktivitás). Jelentések érkeztek a cukorbetegségben , magas vérnyomásban, Buerger-kórban és más állapotokban szenvedő betegek állapotának javulásáról is, amikor ezt az enzimet adagolták.
Az agyi trombózis elleni hatékonyságát azonban klinikai vizsgálatokban nem igazolták kellőképpen, és egyesek szerint továbbra is hipotézis.  Ami a cukorbetegséget illeti, egyes szakértők szkeptikusak a hatékonyságával kapcsolatban, mivel nem világos, hogy az enzim hogyan javítja az állapotot, a minta mérete kicsi (mindössze öt eset), egyidejűleg diétás terápiát is alkalmaztak, és a biokémiai adatok nem elegendőek . 
A National Library of Medicine, egy amerikai orvostudományi kutatási adatbázis, 80 olyan kutatási cikket tartalmaz, amelyek illeszkednek a „lumbrokináz” kulcsszóra, és ezek közül sokat főként kínai és dél-koreai kutatók jelentettek, akik ezt az enzimet szájon át szedhető gyógyszerként használták klinikai környezetben, és hatékony terápiás hatást tapasztaltak.